# Strada statale 701 del Nucleo Industriale di Rieti
La strada statale 701 del Nucleo Industriale di Rieti (SS 701), già nuova strada ANAS 283 del Nucleo Industriale di Rieti (NSA 283), è una strada statale italiana, di accesso al nucleo industriale di Rieti-Cittaducale.

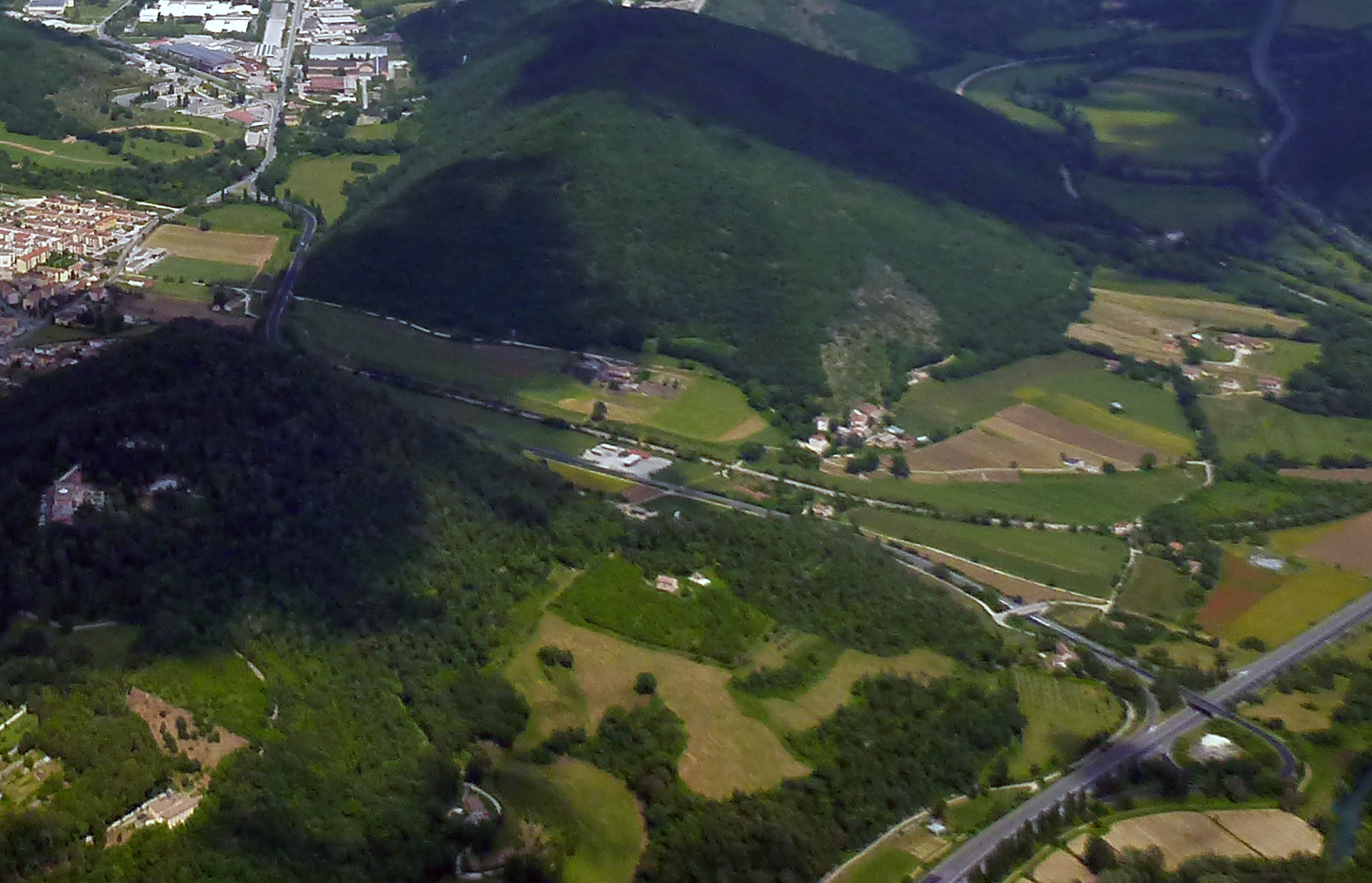
La SS 701 vista dall'alto. A destra è visibile l'innesto sulla strada statale 4 Via Salaria (svincolo "Nucleo Industriale"); a sinistra è visibile l'innesto sul vecchio percorso della Salaria, che attraversa il quartiere di Villa Reatina e lo stesso nucleo industriale.

## Percorso
La strada ha origine dalla variante superstradale a quattro corsie della strada statale 4 Via Salaria, che scorre a valle del nucleo industriale, proprio in  corrispondenza dello svincolo "nucleo industriale" che serve il traffico diretto agli stabilimenti industriali, all'ospedale provinciale, al monte Terminillo e al quartiere Villa Reatina.
La strada si dirige verso nord, passando nella valle del fosso Ranaro (stretta tra il colle San Mauro e il colle di Lesta), e attraversa con un cavalcavia la ferrovia Terni-L'Aquila. Infine la strada termina innestandosi con una rotatoria sul vecchio tracciato della SS 4 Salaria, ormai declassato a strada comunale, che attraversa il quartiere di Villa Reatina e lo stesso nucleo industriale. Su suddetta rotatoria si innesta in direzione nord un'ulteriore bretella di raccordo tra il tratto urbano della Salaria e via Oreste di Fazio, garantendo un corridoio di collegamento con il quartiere Campoloniano e l'ospedale provinciale consentendo di evitare il quartiere di Villa Reatina.
La strada si compone di un'unica carreggiata con una corsia per senso di marcia, ed è priva di intersezioni a raso con la viabilità locale. Nel suo breve percorso la strada ospita una stazione di servizio, accessibile solo viaggiando in direzione Rieti.
Provvisoriamente denominata strada ANAS 283 del Nucleo Industriale di Rieti (NSA 283), nel 2011 ha ottenuto la classificazione attuale col seguente itinerario: "Innesto con la S.S. n. 4 presso Rieti - Nucleo Industriale di Rieti".